# FC Brandenburg 03 Berlin
FC Brandenburg 03 Berlin is een voetbalclub uit het Berlijnse stadsdeel Charlottenburg in Duitsland.

## Geschiedenis
De club werd op 25 maart 1903 opgericht als BSC Deutschland en sloot zich op 20 juni van dat jaar aan bij de Berlijnse voetbalbond. Na de Eerste Wereldoorlog bleef er weinig over van de club en spelers sloten zich aan bij VfK Charlottenburg. In 1918 fuseerde VfK nog met Charlottenburger Turngemeinschaft 1858 en Allgemeinen Turnerschaft Charlottenburg. In 1923 werd de voetbalafdeling weer zelfstandig onder de naam SuS Brandenburg. 
In 1933 moest de club onder druk van het nazi-regime fuseren met CFC Hertha 06 en speelde dan als FC Brandenburg-Hertha 06, maar deze fusie werd na één seizoen ongedaan gemaakt. Na de Tweede Wereldoorlog werden alle Duitse voetbalclubs ontbonden en in Charlottenburg kwam de grote club SG Charlottenburg. In 1949 werd de club opnieuw zelfstandig als FC Brandenburg 03. In de jaren zestig stond de club aan de poort van de Amateurliga, toen de derde klasse, maar slaagde er niet in te promoveren en zakte daarna weg naar de laagste reeksen. In 1990 promoveerde de club naar de Landesliga. De club kon het behoud niet verzekeren maar keerde enkele jaren later weer terug. In 2005 werd de club met vier punten voorsprong op FC Spandau 06 kampioen en promoveerde zo naar de Verbandsliga. Intussen is de club terug gedegradeerd naar de Landesliga. In 2015 degradeerde de club zelfs naar de Bezirksliga. Na twee seizoenen keerde de club terug. In 2024 degradeerde de club opnieuw naar de Bezirksliga.